# Браун, Тара (кёрлингистка)
Та́ра Бра́ун (англ. Tara Brown) — шотландская кёрлингистка.
В составе женской сборной Шотландии участник и серебряный призёр чемпионата мира 1990. В составе юниорской женской сборной Шотландии участник чемпионата мира 1988. Чемпионка Шотландии среди женщин и юниоров.
Играла на позиции первого.

## Достижения
- Чемпионат мира по кёрлингу среди женщин: серебро (1990).
- Чемпионат Шотландии по кёрлингу среди женщин: золото (1990).
- Чемпионат Шотландии по кёрлингу среди юниоров: золото (1988).

## Команды
| Сезон   | Четвёртый         | Третий    | Второй         | Первый     | Турниры                       |
| ------- | ----------------- | --------- | -------------- | ---------- | ----------------------------- |
| 1987—88 | Кэролин Хатчинсон | Рона Хауи | Joan Robertson | Тара Браун | ЧШЮ 1988 · ЧМЮ 1988 (4 место) |
| 1989—90 | Кэролин Хатчинсон | Клэр Милн | Маири Милн     | Тара Браун | ЧШЖ 1990 · ЧМ 1990            |

(скипы выделены полужирным шрифтом)